# Рюдигер IX фон Щархемберг
Рюдигер IX фон Щархемберг (на немски: Rüdiger IX von Starhemberg; * 10 декември 1534, Ефердинг, Горна Австрия; † 5 декември 1582, Шьонбюхел на Дунав, Долна Австрия) е благородник от стария австрийски род Щархемберг.

## Живот
Той е син (от осемнадесет деца) на императорския съветник Еразмус I фон Щархемберг „Стари“ (1503 – 1560), господар на Щархемберг, Ридег и Вилдберг, и първата му съпруга графиня Анна фон Шаунберг (* 1513; † 1551, Виена), дъщеря наследничка на граф Георг III фон Шаунберг (1472 – 1554) и Генофефа фон Арко († сл. 1554). Баща му се жени втори път на 30 юли 1553 г. за Регина фон Полхайм († 1572), вдовица на граф Йохан IV фон Шаунберг († 1551), братът на първата му съпруга Анна фон Шаунберг. Брат е на Гундакар XI фон Щархемберг (1535 – 1585), Хайнрих фон Щархемберг (1540 – 1571), господар на Ридег, Вилдберг и Лобенщайн, имперски дворцов съветник, и Еразмус II фон Щархемберг ’Млади’ (1545 – 1570).
Рюдигер IX става през 1560 г. след баща му господар на Щархемберг. Внукът му Конрад Балтазар фон Щархемберг е издигнат 1643 г. на имперски граф. Щархембергите са от 1765 г. имперски князе.
- Щархемберг,
 1674
- Дворец и град Ефердинг,
 1674
- Дворец Шьонбюхел на Дунав

## Фамилия
Първи брак: през 1560 г. с баронеса Хелена Сцркели де Кьовенд (* ок. 1535; † 14 март 1579, Хорн), дъщеря на Лукас Сцркели (1494 – 1575) и Катарина фон Майнбург (* ок. 1514). Те имат седем деца:
- Паул Якоб фон Щархемберг (* 11 декември 1560; † 24 октомври 1635, Виена), женен I. 1588 г. за Сузана фон Рапах († 3 април 1604), имат син и четири дъщери, II. 1607 г. за фрайин Доротея фон Танхаузен (* ок. 1575; † 23 март 1622); имат четири дъщери и син:
  - Конрад Балтазар фон Щархемберг (1612 – 1687), имперски съветник, издигнат 1643 г. на имперски граф, 1680 г. рицар на Ордена на Златното руно
- Салома фон Щархемберг
- Готхард фон Щархемберг
- Лудвиг фон Щархемберг (1564 – 1620), граф, женен I. за графиня Елизабет фон Хардег-Глац-Махланде († 27 юни 1599), II. за Елизабет фон Шерфенберг († 1600), III. 1601 г. за фрайин Барбара фон Херберщайн и има четири дъщери и син:
  - Мария Юстина фон Щархемберг (1608 – 1681); омъжена на 15 март 1644 г. във Виена за 1. княз Йохан Адолф фон Шварценберг (1615 – 1682)
  - Йохан Лудвиг Адам фон Щархемберг (1616 – 1666), граф
- Бартоломауз фон Щархемберг
- Мартин фон Щархемберг (1566 – 1620, Прага), господар в Шьонбюхел, Пойербах, женен на 21 април 1602 г. във Виена за Сидония фон Зондерндорф († 21 март 1606, Виена); имат дъщеря
- Хелена фон Щархемберг

Втори брак: през 1580 г. с имперската наследствена шенка Отилия фон Лимпург-Шпекфелд († 25 април 1620), дъщеря на наследствен шенк Карл I Шенк фон Лимпург (1498 – 1558) и вилд-и Рейнграфиня Аделхайд фон Залм-Кирбург († 1580). Те имат две деца:
- Еразмус фон Щархемберг
- Фелицитас фон Щархемберг

Вдовицата му Отилия фон Лимпург-Шпекфелд се омъжва втори път на 16 октомври 1595 г. за Волфганг Адам фон Пуххайм († 1629).